# Балада за соленото море
„Балада за соленото море“ (на италиански: Una ballata del mare salato) е графичен роман на италианския автор на комикси Уго Прат, издаден през 1967 – 1969 година.
Това е първата част на приключенската поредица „Корто Малтезе“, върху която Прат продължава да работи до края на 80-те години. Действието се развива в Меланезия в навечерието на Първата световна война. „Балада за соленото море“ първоначално е публикуван на части в издаваното от Прат комикс списание „Сердженте Кирк“.